# Ewan Horrocks
Ewan Horrocks (* 15. Februar 2002 in Halifax, West Yorkshire, England) ist ein britischer Schauspieler.

## Leben
Horrocks wurde am 15. Februar 2002 in Halifax geboren, wo er mit einer Schwester aufwuchs. Vor seiner Karriere als Schauspieler arbeitete er als Rettungsschwimmer in einem örtlichen Schwimmbad. Mit 16 Jahren schloss er sich dem Ensemble des National Youth Theatre an und besuchte eine Schauspielschule in Manchester. Er gab sein Fernsehschauspieldebüt 2021 in der Fernsehserie Domina. Bis einschließlich 2023 stellte er in 14 Episoden die Rolle des Drusus dar. 2022 verkörperte er im Netflix Original The Last Kingdom in insgesamt neun Episoden die Rolle des Aelfweard. Im Folgejahr mimte er dieselbe Rolle im dazugehörigen Spielfilm The Last Kingdom: Seven Kings Must Die. 2025 verkörperte er im Film Truth & Treason die historische Hauptrolle des Helmuth Hübener.

## Filmografie (Auswahl)
- 2021–2023: Domina (Fernsehserie, 14 Episoden)
- 2022: The Last Kingdom (Fernsehserie, 9 Episoden)
- 2023: The Last Kingdom: Seven Kings Must Die
- 2025: Truth & Treason